# 2009年7月逝世人物列表
2009年逝世人物列表：1月 - 2月 - 3月 - 4月 - 5月 - 6月 - 7月 - 8月 - 9月 - 10月 - 11月 - 12月
2009年7月逝世人物列表，是用于汇总2009年7月期间逝世人物的列表。

## 依日期排序

### 31日
- 卜比·笠臣（Sir Bobby Robson），76歲，英格蘭足球教練及球員，肺癌。泰晤士報（页面存档备份，存于）、BBC（页面存档备份，存于）
- 錢千里，95歲，中國電影演員、導演，肺癌。人民網（页面存档备份，存于）
- 汪家鼎，90歲，中國化學工程學家，中國科學院院士，清華大學教授。中國新聞網（页面存档备份，存于）
- 王屾，19歲，中國國家青年男子籃球隊隊長，白血病。搜狐網（页面存档备份，存于）
- 霍克思（David Hawkes），86歲，英國牛津大學漢學家，《楚辭》 杜甫和《紅樓夢》的譯者。英國《衛報》（页面存档备份，存于）

### 29日
- 卓琳，93歲，中共前領導人鄧小平夫人，中央軍委辦公廳原顧問。新華網（页面存档备份，存于）、新浪網（页面存档备份，存于）
- 李丁，82歲，原名李守海，中國演員。新浪網（页面存档备份，存于）
- 蓋雅麗·黛麗（Gayatri Devi），90歲，印度西北方加布爾大公的公主，美國《時尚》雜誌全球十大美女，《血洗鱷魚仇》主演。死於腸胃和胸腔感染。國際在線（页面存档备份，存于）

### 27日
- 林家駿，81歲，天主教澳門教區第22任正權主教、澳門首名華人主教，胃癌。公教報（页面存档备份，存于）

### 26日
- 摩斯·康寧漢（Merce Cunningham），90歲，美國現代舞編舞家。法新社[]
- 弗農.弗雷斯特（Vernon Forrest），綽號「毒蛇」，美國前職業拳手，41勝3負，三次奪得WBC世界中量級冠軍，遭搶劫槍殺。拳擊帝國（页面存档备份，存于）

### 25日
- 雅絲敏·阿莫（Yasmin Ahmad），51歲，馬來西亞電影導演。台灣醒報
- 哈利·帕奇（Harry Patch,），111歲，英國超級人瑞，第四位第一次世界大戰最後倖存老兵。

### 20日
- 高信義，68歲，台灣彰化縣皮膚科醫師。1979年揭發米糠油遭多氯聯苯污染，並為患者出庭作證。聯合報
- 山門敬弘，輕小說《風之聖痕》的作者，白血病。富士見書房於2009年8月19日的訃告

### 19日
- 張翰民，88歲，天主教吉林教區正權主教，心肌梗塞。信德網[] 天主教在線
- 法蘭克·麥考特（Frank McCourt），78歲，美國作家，普利茲獎得主。台灣英文新聞（页面存档备份，存于）
- 亨利·蘇堤斯（Henry Surtees），18歲，英國賽車手，為前一級方程世界冠軍約翰·蘇堤斯（John Surtees）之子，於賽車比賽中因撞車事故受傷不治。AOL台灣

### 18日
- 丘應楠(Ying-Nan Chiu)，77歲，中華民國中央研究院第16屆(數理科學組)院士。中央研究院（页面存档备份，存于）
- 亨利·艾林罕（Henry Allingham），113歲，英國超級人瑞，世上最長壽男人和第一次世界大戰老兵。

### 17日
- 萊斯澤克·柯拉柯夫斯基（Leszek Kołakowski），81歲，波蘭哲學家、文學家。BBC（页面存档备份，存于）
- 沃爾特·克朗凱特（Walter Leland Cronkite, Jr.），92歲，美國主播。BBC（页面存档备份，存于）
- 蔡祖泉，86歲，中國電光源研究的開拓者，復旦大學教授、原副校長，有「中國愛迪生」之稱。科學網

### 15日
- 納塔利婭·埃斯蒂米洛娃（俄語：Наталья Хусаиновна Эстемирова），44歲，俄羅斯人權人士，於車臣與印古什接壤處被鎗殺。BBC（页面存档备份，存于）
- 張良元，43歲，中華民國空軍中校飛行員，進行例行訓練於飛行途中失事墜海殉職。中央社
- 黃挺瑜，26歲，中華民國空軍中尉飛行員，進行例行訓練於飛行途中失事墜海殉職。中央社

### 13日
- 乌玛·阿尔托宁（Ulla-Maija "Uma" Aaltonen），68歲，芬蘭政治家。（页面存档备份，存于）

### 12日
- 欧新黔，59岁，中國工信部副部长。工信部（页面存档备份，存于）

### 11日
- 季羨林，97歲，中國語言學家、考古學家，北京大學教授，因心臟病發作去世。新華網（页面存档备份，存于）、人民網（页面存档备份，存于）
- 任繼愈，93歲，中國哲學家、宗教學家、歷史學家，曾任中國國家圖書館館長。新華網（页面存档备份，存于）
- 高美英（고미영），41歲，韓國女登山家。在從喜馬拉雅山南迦帕爾巴特峰下山時失足墜崖。朝鮮日報中文網

### 10日
- 艾德華·唐斯爵士（Sir Edward Downes），85歲，英國古典樂指揮家。與74歲的妻子瓊恩（Joan）在醫師協助下安樂死。聯合報

### 8日
- 王綿之，86歲，中國國醫大師，中醫藥學家、中醫教育家，北京中醫藥大學教授。科學網

### 6日
- 瓦西里·阿克蕭諾夫（Васи́лий Па́влович Аксёнов），76歲，俄羅斯小說家，著名作品如《帶星星的火車票》（Звёздный билет）、《冬季世代》3部曲（Московская сага）等，中風死亡。新時代[]
- 馬蒂厄·蒙考特（Mathieu Montcourt），24歲，法國網球選手，心臟停止。麗台運動報
- 羅伯特·麥克納馬拉（Robert McNamara），93歲，美國前國防部長。新浪網（页面存档备份，存于）

### 5日
- 土居健郎（土居 健郎），89歲，日本精神分析學家，著有系列書籍，為分析日本人心理結構的著作，自然死亡。朝日新聞
- 孙延群，41岁，中国金融人物，上投摩根基金管理有限公司总经理助理、投资总监。[1]

### 4日
- 基羅里·貝拉將軍（匈牙利語：Király Béla)，97歲，匈牙利異議人士、歷史學家，曾參與二戰、匈牙利十月事件。Google新聞
- 艾倫·克萊恩（Allen Klein），77歲，美國經紀人，曾任披頭四（The Beatles）及滾石樂隊（The Rolling Stones）的經理人，罹老人痴呆症病逝。文匯報（页面存档备份，存于）
- 阿圖洛·加蒂(Arturo "Thunder" Gatti)，37歲，加拿大職業拳手，前WBC世界超輕量級拳王，49戰40勝，曾有4場比賽被評為年度最佳拳賽。在巴西旅遊時死亡（疑被妻子謀殺？）。華體網（页面存档备份，存于）

### 2日
- 歐陽山尊，95歲，中國話劇藝術家。新華網 Archive.today的存檔，存档日期2013-04-28

### 1日
- 卡爾·麥登（又譯作「卡爾·馬登」），97歲，美國演員，美國影藝學院主席，奧斯卡最佳男配角。明報[永久]
- 阿里希斯·阿桂約（西班牙語：Alexis Argüello，又譯作「阿奎略」），57歲，尼加拉瓜馬拿瓜市長，前世界羽量級拳王，綽號「爆炸瘦子」（The Explosive Thin Man），舉槍自盡。中央廣播電台聯合新聞
- 柳德米拉·格奧爾吉耶夫娜·濟金娜（Зыкина, Людмила Георгиевна），80歲，俄羅斯歌唱家，曾獲「列寧獎章」(1970)及蘇聯人民藝術家(1973)榮譽稱號。新華網 Archive.today的存檔，存档日期2013-04-28